# 刘劭 (晋朝)
刘劭（？—？），字彥祖，彭城郡彭城縣叢亭里（今江苏省徐州市）人，东晋成帝时任侍中。
刘劭祖父刘讷，父成皋令劉松，叔父刘畴，堂叔刘隗。刘劭有才干，被征辟为琅邪王丞相掾。晋成帝咸康年间，历任御史中丞、侍中、尚书、豫章郡太守，官秩中二千石。刘劭精通书法，善于飞白书势。